# Segelflug-Indexliste
Der Segelflug-Index dient dazu, einen möglichst fairen Vergleich der Streckenleistungen im Segelflug zu gewährleisten. Hierfür wird die Streckenleistung mit dem Index verrechnet. Segelflugzeuge sind in Klassen unterteilt: Offene Klasse, Clubklasse, 15-Meter-Klasse, 18-Meter-Klasse, Standardklasse und Doppelsitzer-Klasse.
Da die Leistungen der Segelflugzeuge unterschiedlich sind, d. h. Gleitzahl, Durchschnittsgeschwindigkeit, Steigleistung in der Thermik und Gewicht sich stark unterscheiden können, werden die Leistungen durch die Indexbewertung der Flugzeuge vergleichbar gemacht. Hierzu werden die geflogenen Streckenkilometer mit 100 multipliziert und durch den Index dividiert. Ein 1000-km-Flug mit der SZD 55-1 (Index 108) und ein 500-km-Flug der „Rhönlerche“ Schleicher Ka 4 (Index 54) erhalten demzufolge jeweils 926 Punkte und werden bei der Bewertung in einer Meisterschaft (z. B. Online-Contest) gleichgestellt.
Trotzdem ist der Index nicht unumstritten. Bei bestimmten Wetterlagen (normale Thermik, kein Wind) mag er vergleichbar sein, bei starkem Gegenwind aber erreicht z. B. die „Rhönlerche“ Schleicher Ka 4 (Index 54) die nächste Wolke nicht und kommt keine 10 km weit, während die SZD 55-1 (Index 108) problemlos auch mit höherer Geschwindigkeit gegen den Wind den nächsten Aufwind erreichen kann und den Flug wie geplant weiterführen kann. Andererseits können bei schwacher Thermik die alten leichten Flugzeuge besser steigen und so leichte Vorteile haben. Weitere, schwer zu bewertende Eigenschaften, sind z. B. die Wendigkeit: Ein Twin Astir und eine ASK 21 haben beide den Index 92. Bei enger, turbulenter Thermik wird eine ASK 21 wahrscheinlich durch die höhere Wendigkeit Vorteile haben, während bei weiter schwacher Thermik sowie beim Vorflug der Twin im Vorteil sein wird.
Aufgrund der ständigen Leistungssteigerung der neuen Segelflugzeuge werden die Klassen regelmäßig überarbeitet. Ehemalige Flugzeuge der Standardklasse und Rennklasse mit einem Index von 106 fliegen mittlerweile in der Clubklasse.

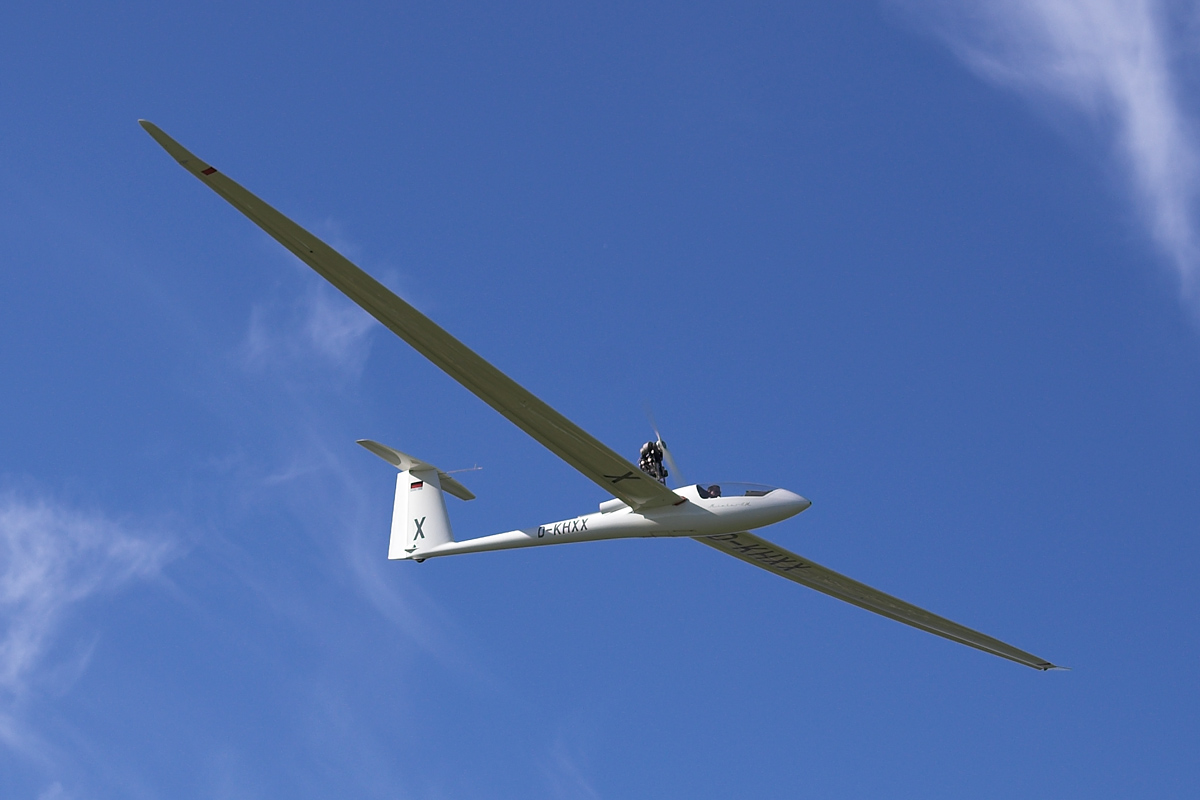
Nimbus 4M

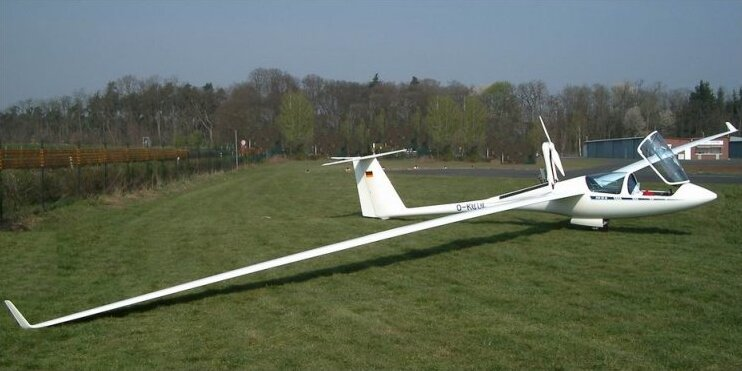
ASH 25

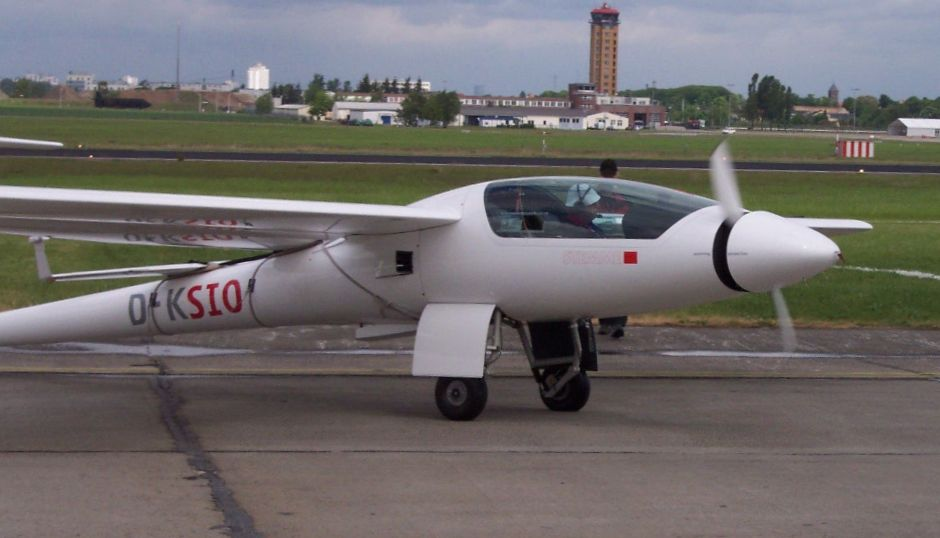
Stemme S 10-VT

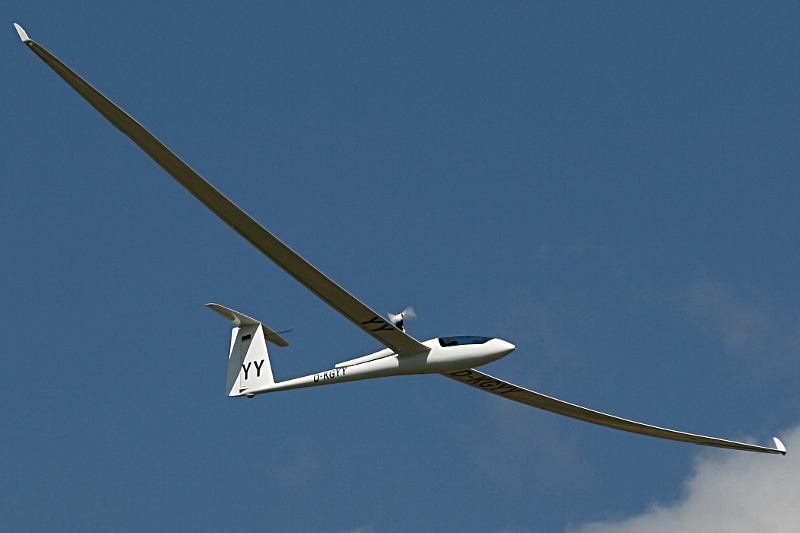
Nimeta

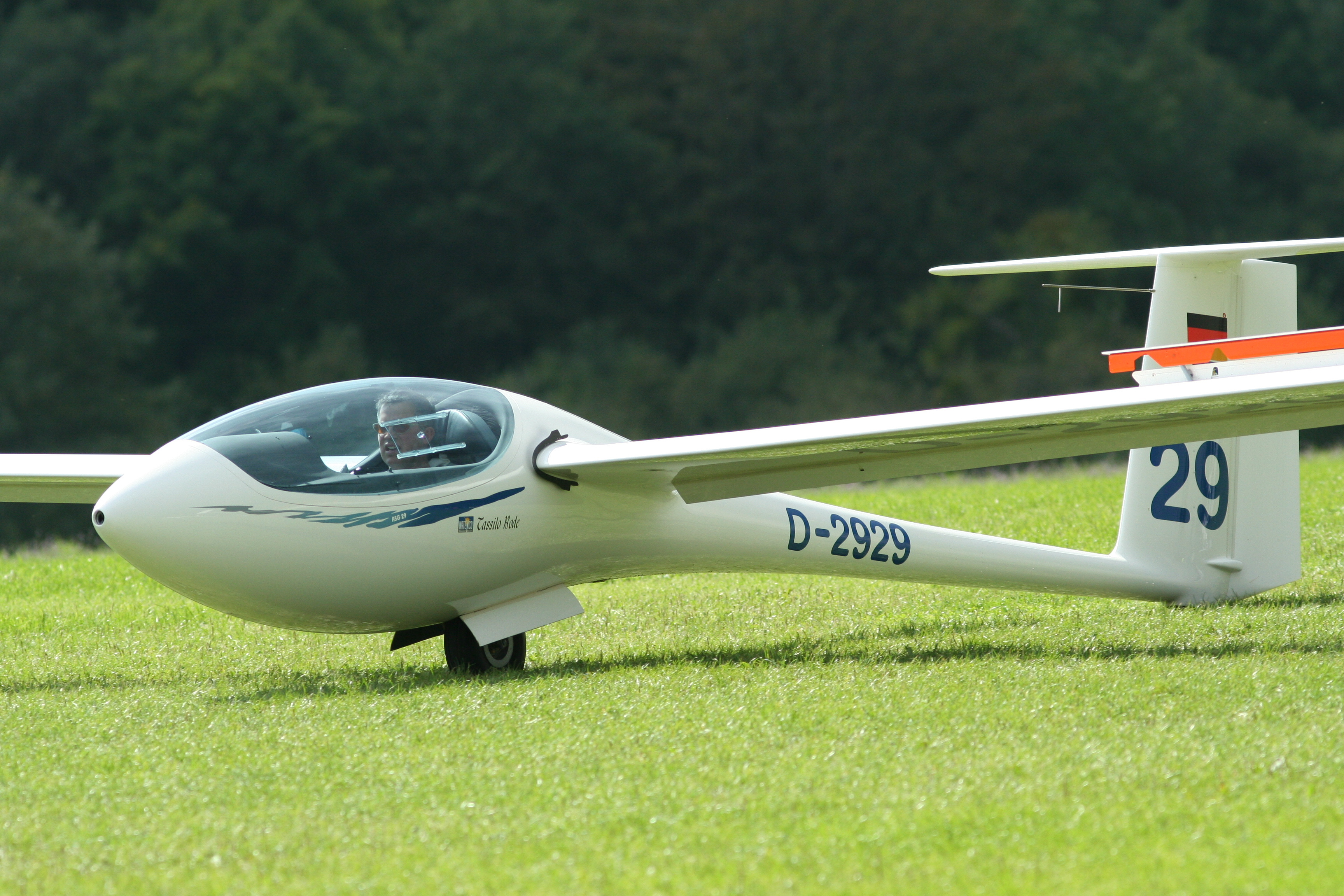
ASG 29

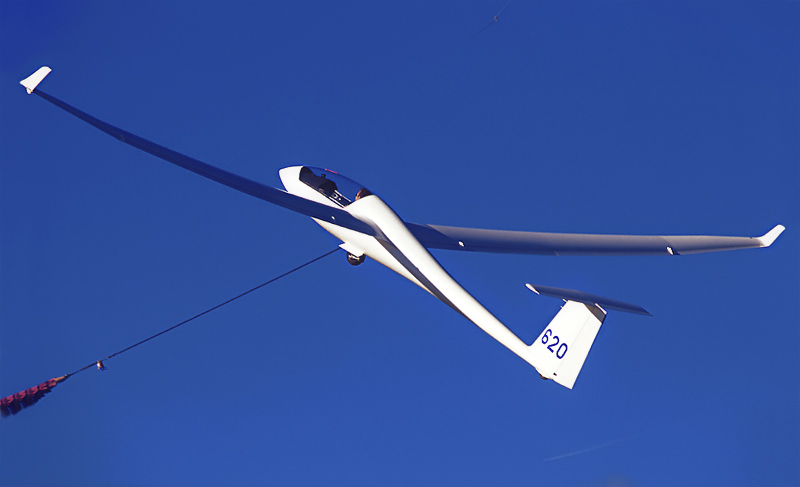
Ventus

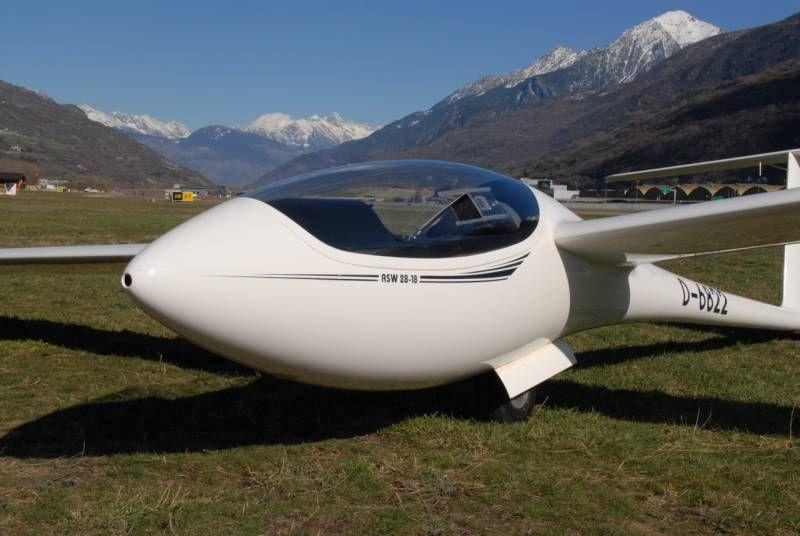
ASW 28-18

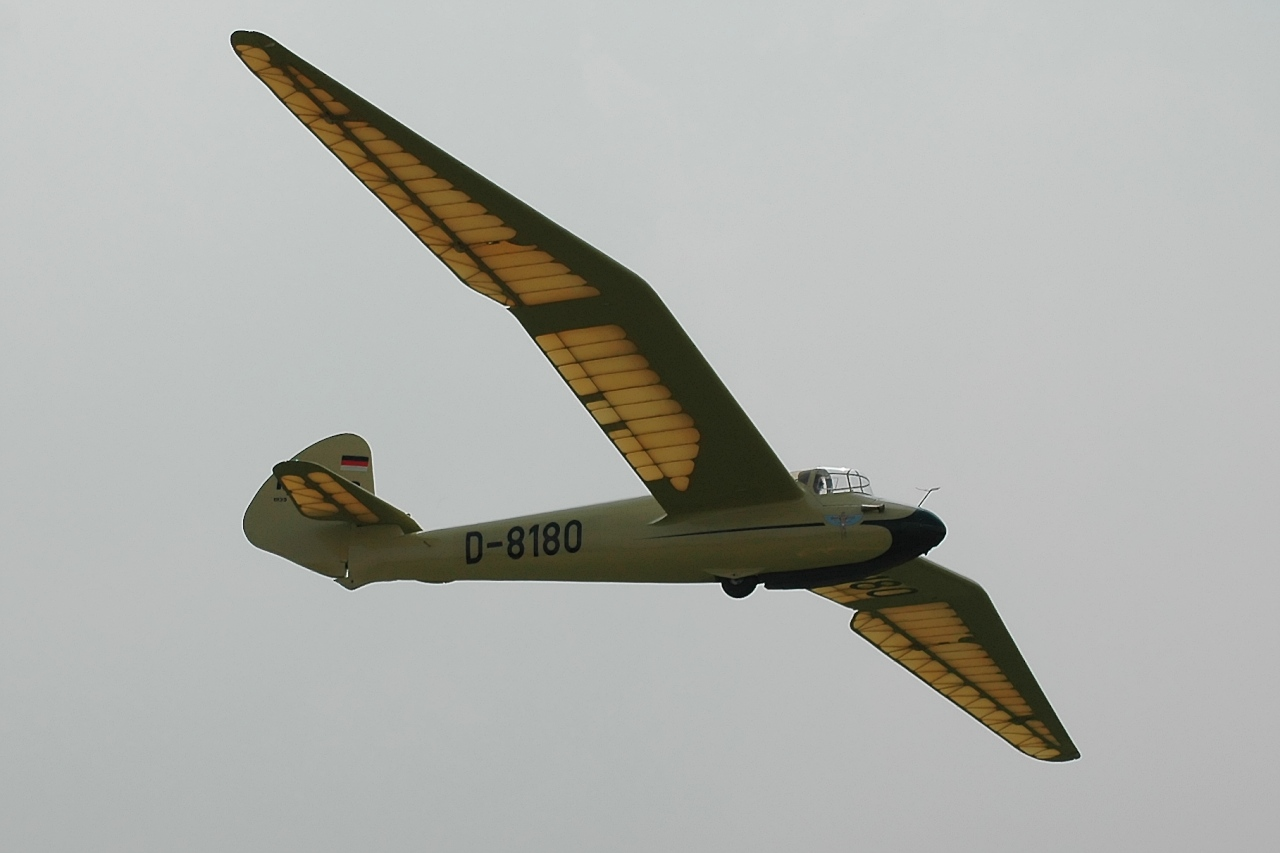
Minimoa

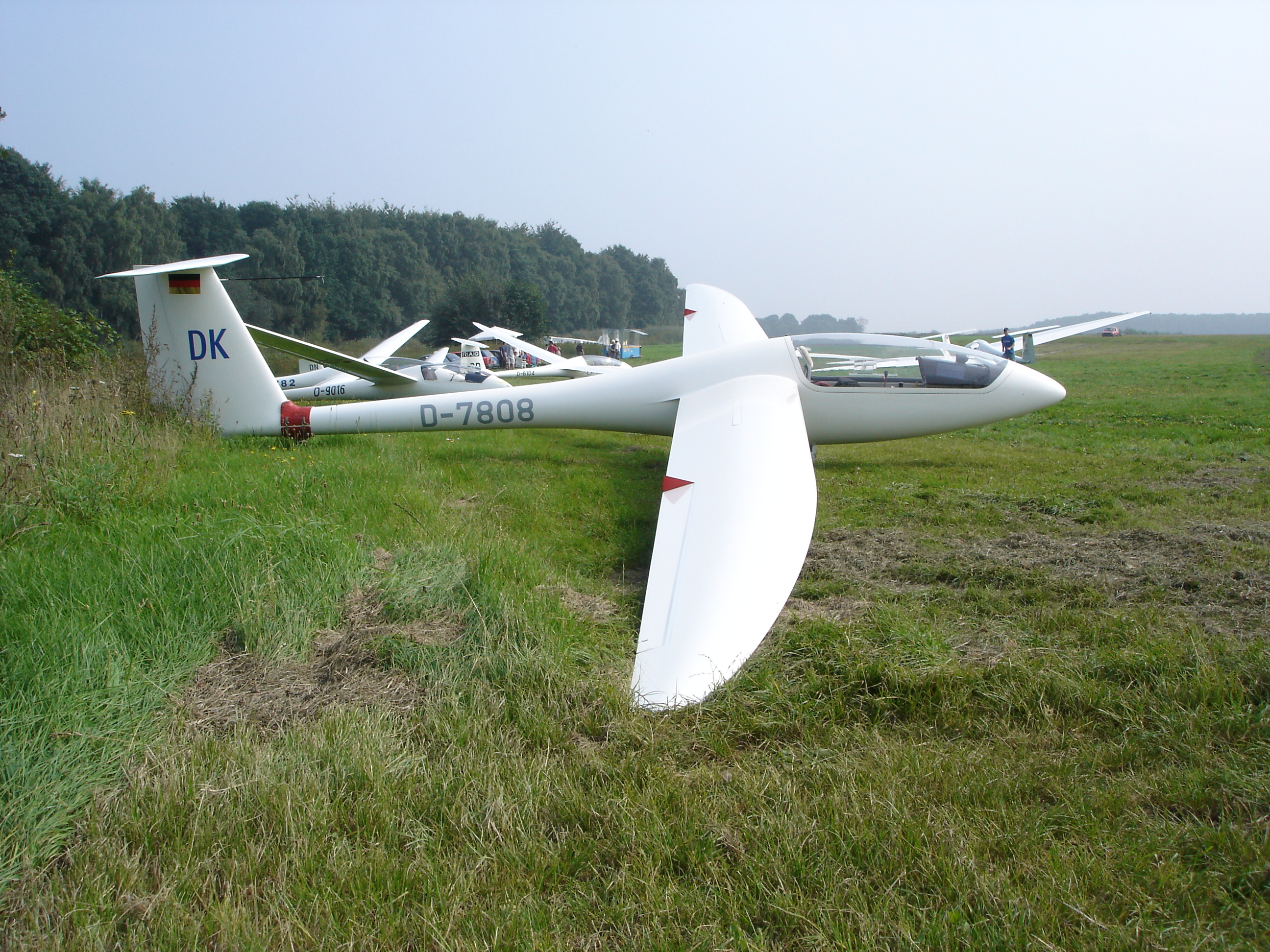
SZD-55

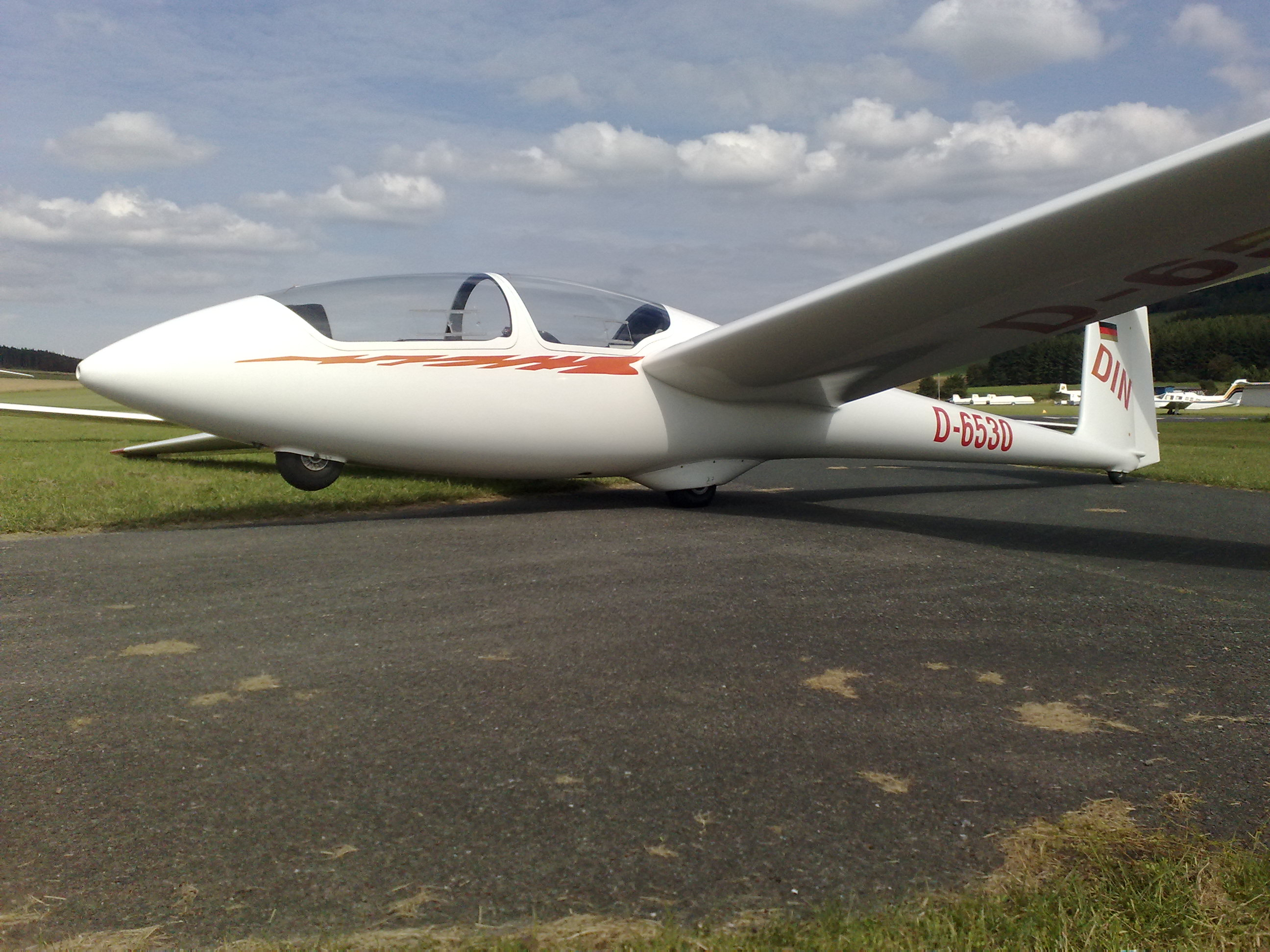
ASK 21

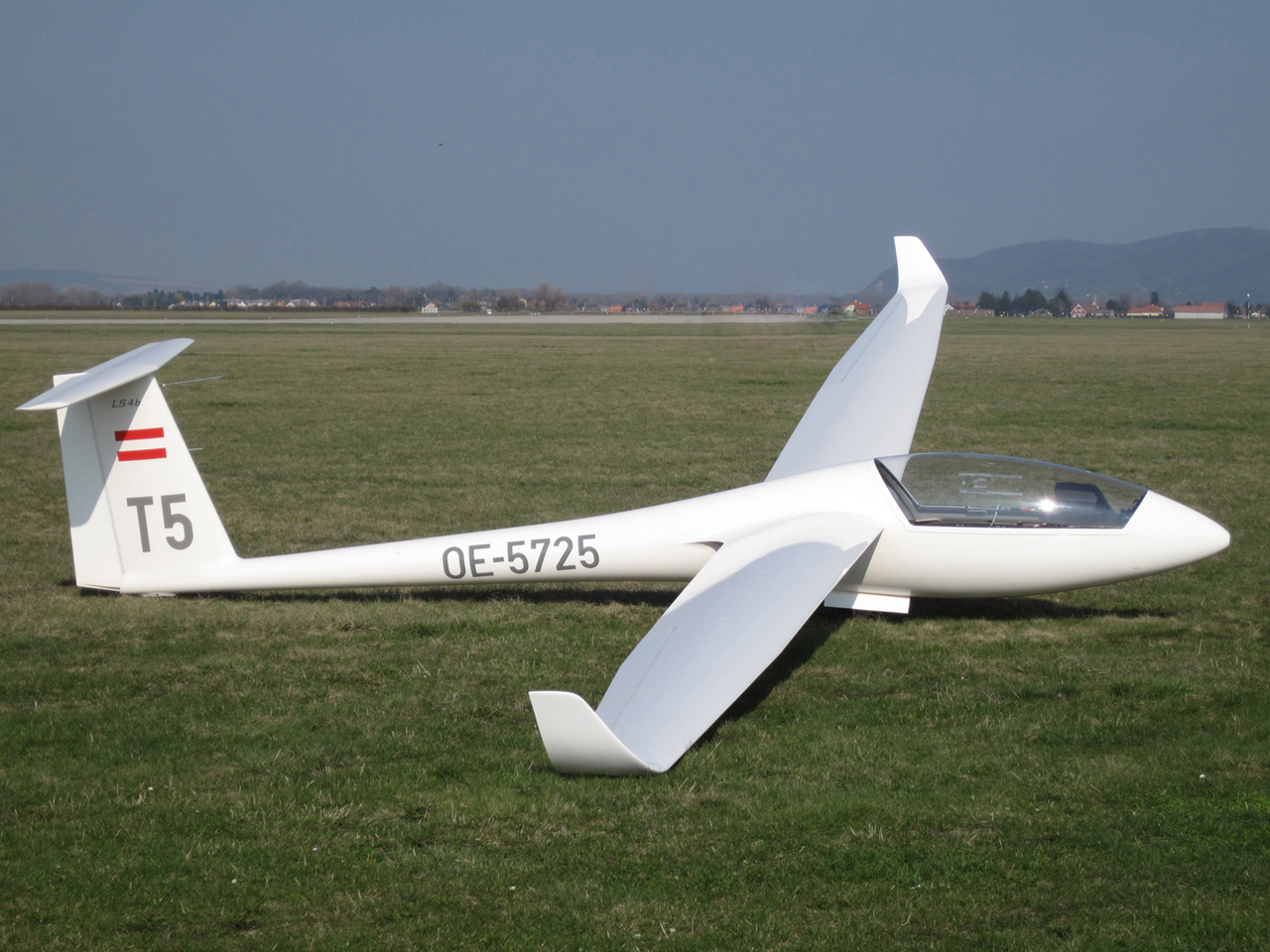
LS4-b WL

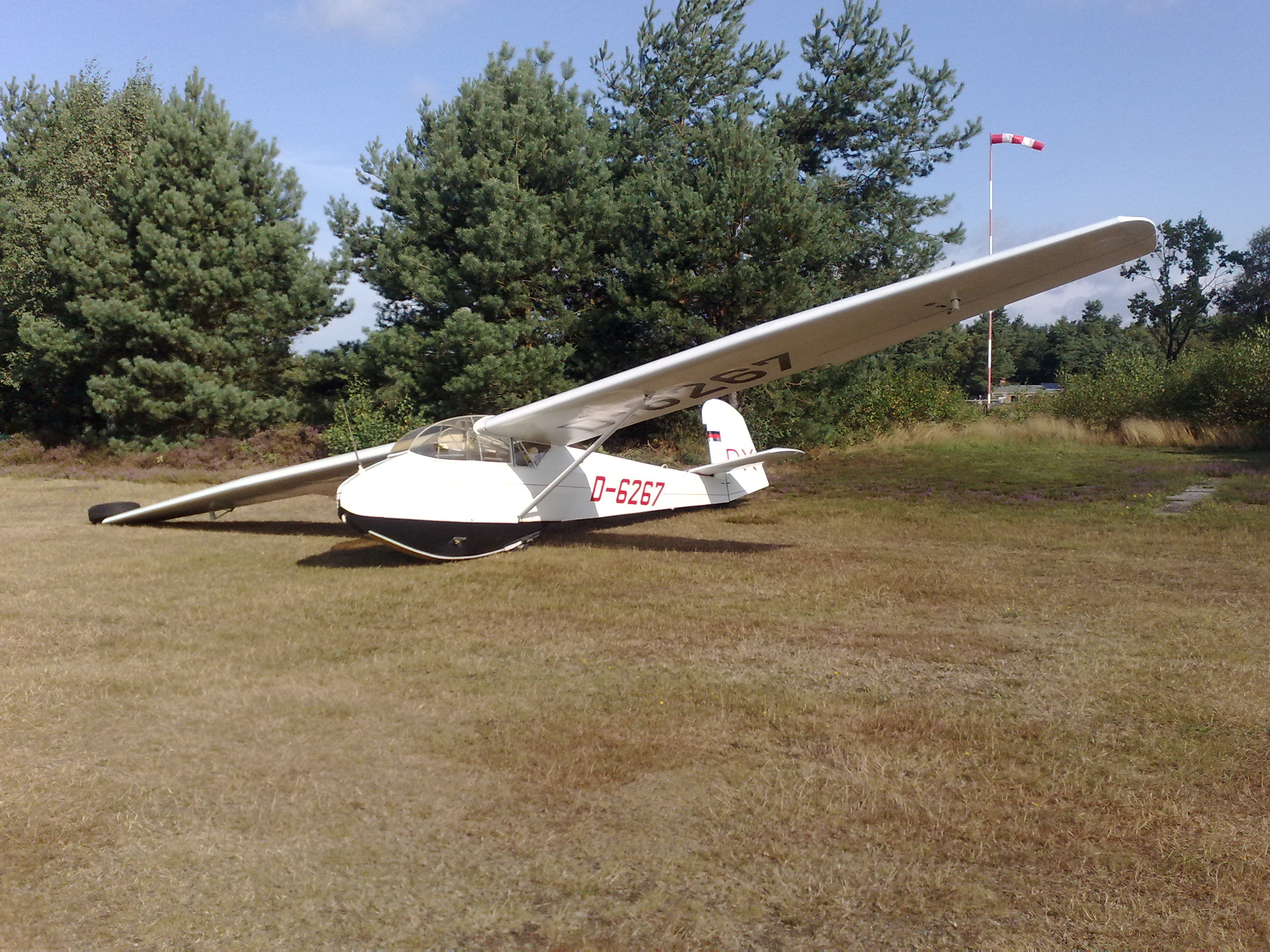
Schleicher Ka 4 „Rhönlerche“

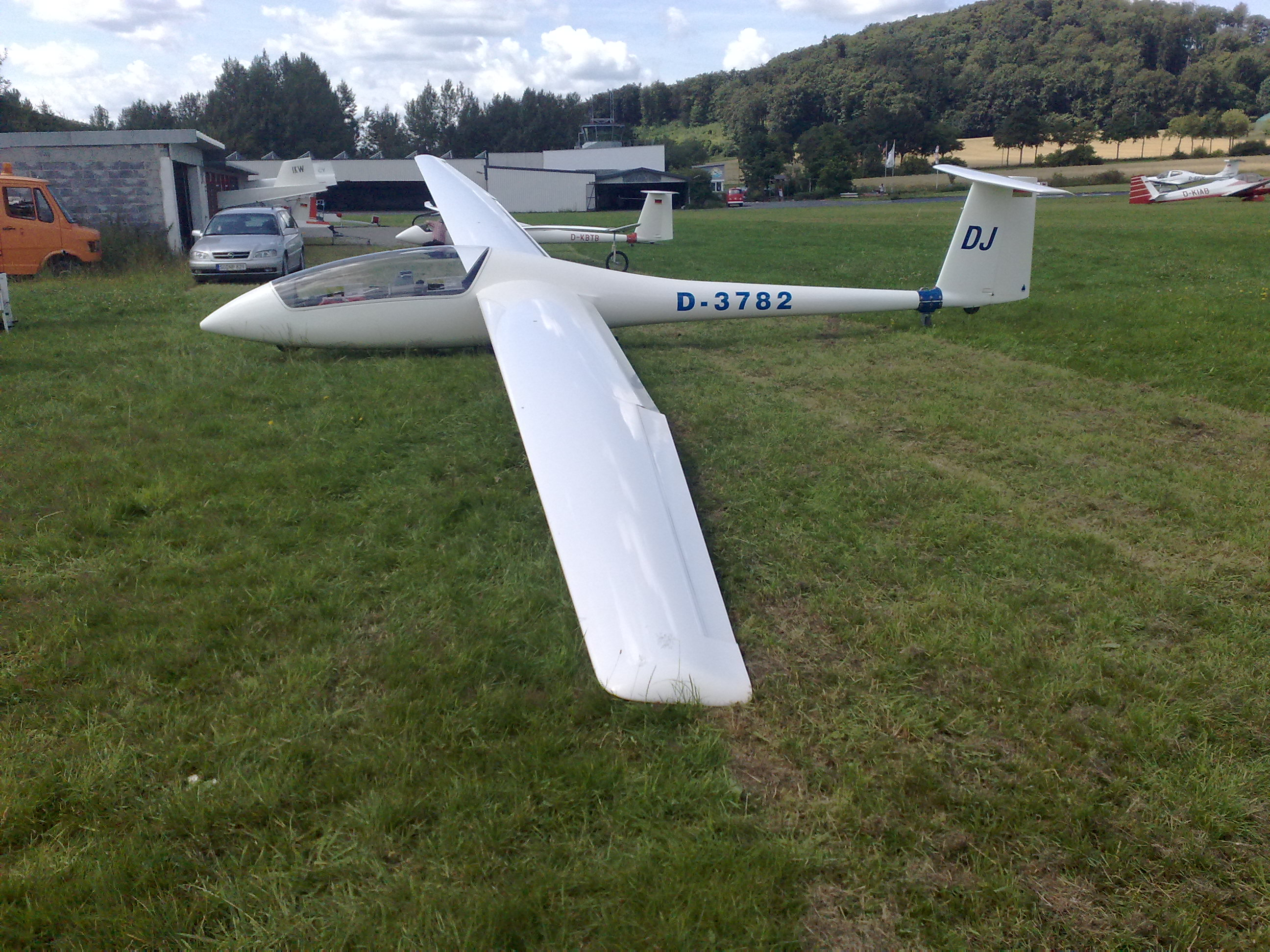
Janus B

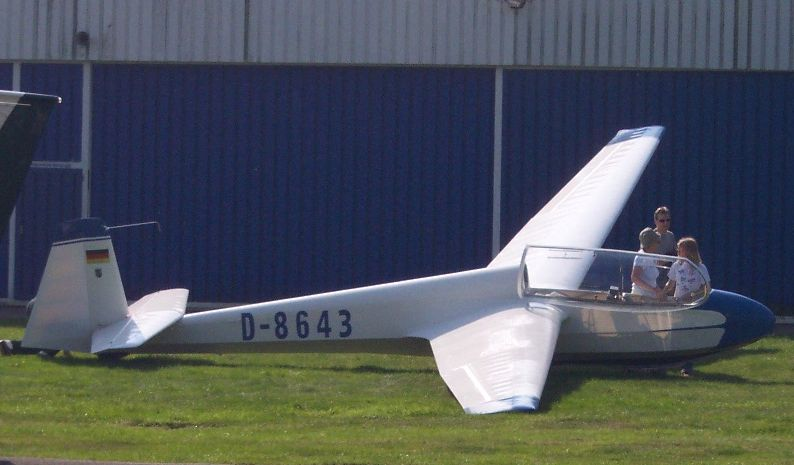
Schleicher ASK 13

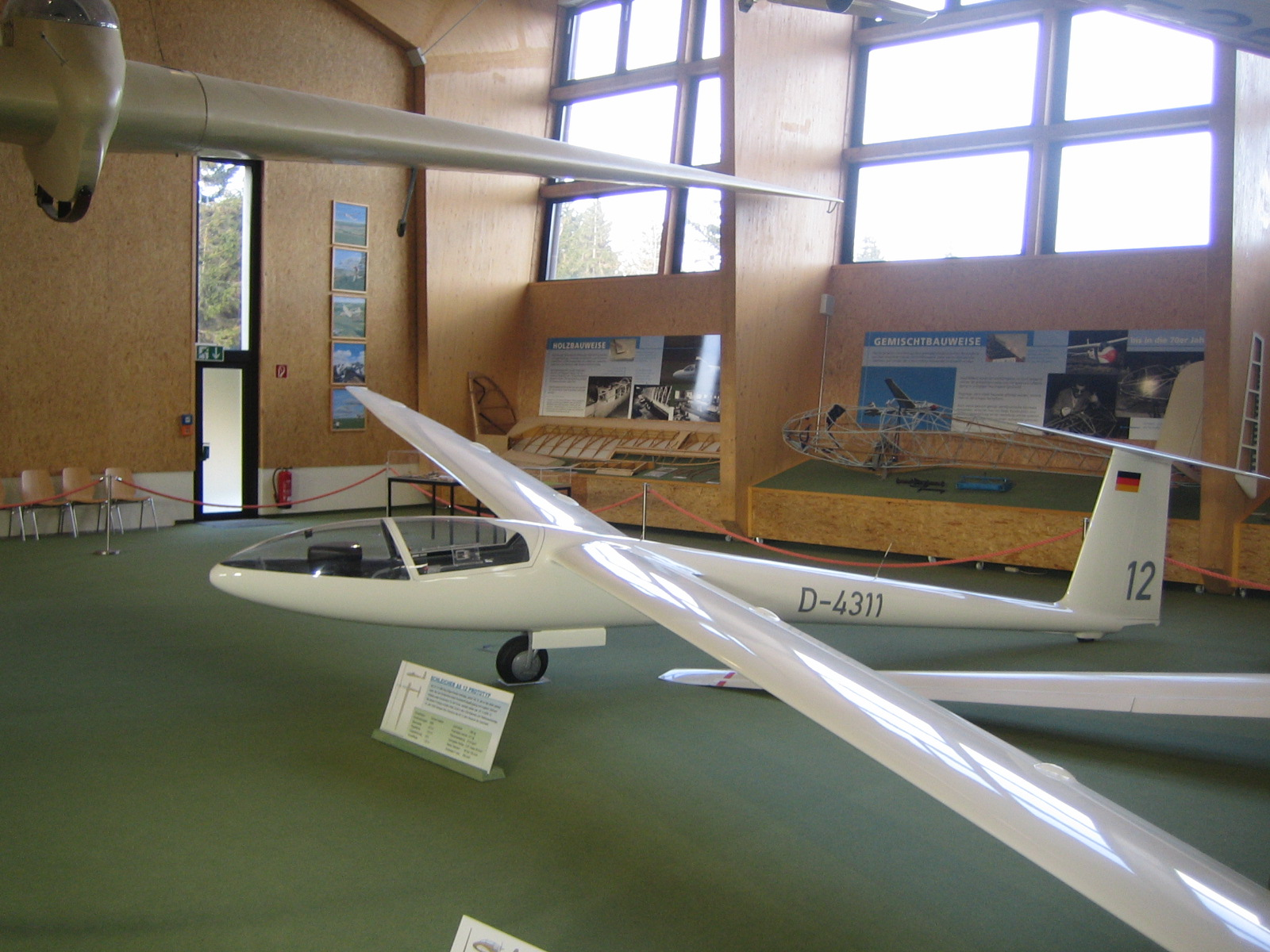
ASW 12

## DMSt-Index-Liste aller Klassen 2023
(Quelle:)

### Offene Klasse
| Index | Flugzeug |
| ----- | --- |
| 129   | EB 29DR; EB 29R |
| 128   | EB 29; NimEta X |
| 127   | EB 29D; Eta |
| 126   | Antares 23E; Antares 23T; JS1-C 21 m; JS1-C TJ21 m; Nixus; Quintus                                                  |
| 125   | EB 28; EB 28 edition                                                                                                |
| 124   | ASH 30 Mi; ASH 31 Mi 21m; ASW 22BL/BLE; Nimbus 4/4M/4T                                                              |
| 123   | ASH 25/E/M/Mi ≥26 m; ASH 25 EB28; ASW 22 B/BE; Antares 20E/21; Antares 21E; LAK-17B/B FES /B T 21m; Nimbus 4D/DM/DT |
| 122   | ASH 25/E/M; Antares 20E; LAK 20M/T 26 m; Nimbus 3/M/T 25,5 m                                                        |
| 121   | AS 22-2; ASW 22/E 24 m; Nimbus 3/T 24,5 m; Nimbus 3D/DM/DT 25,6 m                                                   |
| 120   | LAK 20M/T 23m; Nimbus 3D/DM/DT 24,6 m                                                                               |
| 119   | ASW 22 22 m; Nimbus 3 22,9 m                                                                                        |
| 118   | Glasflügel 604 24 m; LS5; SB 10                                                                                     |
| 115   | ASW 17 |
| 114   | Glasflügel 604 22 m; Kestrel 22 m; LAK-12; Nimbus 2/b/c/M; Stemme S12                                               |
| 113   | SZD-42 Jantar 2/b                                                                                                   |
| 112   | Kestrel 19 m; SZD-38 Jantar 1; Slingsby T.59D Kestrel 19m                                                           |
| 110   | ASW 12; DG-500/505 22 m; Stemme S10 / VT                                                                            |
| 109   | B13 |
| 106   | Mü 27 |

### 18-m-Klasse
| Index | Flugzeug |
| ----- | --- |
| 122   | AS 33 /Es/Me 18 m; Diana-3 /FES; JS3 /RES /TJ 18 m; Ventus 3/FES/M/T 18 m                                      |
| 121   | ASG 29 /E/Es/RES 18 m; JS1 /TJ 18 m; Ventus 2cxa/cxa FES 18 m                                                  |
| 120   | ASH 31 Mi 18 m; Antares 18S / T; DG-808C Competition / 808S 18 m; Ventus 2c/cM/cT/cx/cxM/cxT 18 m              |
| 119   | ASH 26 / E; DG-800 A/B/S/808C 18 m; HPH 304 ES/MS/S/SJ Shark; LAK-17 A/ AT/ B/ B FES/ BT 18 m; LS 10 /-st 18 m |
| 118   | DG-800LA 18 m; SB 14                                                                                           |
| 117   | LS6 18 m; LS9                                                                                                  |
| 116   | DG-600/M 18 m; LS6/17,5 m                                                                                      |
| 115   | Ventus c/cM/cT 17,6 m                                                                                          |
| 114   | AS 34 Me 18m; ASW 28/E 18 m; Discus 2c/FES/T 18 m; LAK-19/T 18 m; LS8/T/e 18 m; Ventus a 16,6 m                |
| 113   | DG-600/M 17 m; Ventus b/bT 16,6 m                                                                              |
| 112   | ASW 20 /-J 16,6 m; Glasflügel 304 17 m; HpH 304CZ 17,4 m                                                       |
| 110   | ASW 20 Top 16,6m; Kestrel 17m; Slingsby T59 Kestrel 17m                                                        |
| 109   | DG-200 17m; DG-400 17m; LS3 17m; Mosquito 17m                                                                  |
| 108   | BS 1; D 36; Diamant 18                                                                                         |
| 107   | PIK-30; PIK-20 E 17m                                                                                           |
| 102   | Mü 26 |
| 100   | SZD-39 Cobra 17; Std. Libelle 17m                                                                              |
| 92    | Slingsby T.51 Dart 17 /R                                                                                       |

### 15-m-Klasse/Rennklasse
| Index | Flugzeug                                                                            |
| ----- | ----------------------------------------------------------------------------------- |
| 116   | AS 33 /Es/Me 15 m; JS3 /RES /TJ 15 m; SZD-56-2 Diana 2/FES; Ventus 3/FES/T 15 m     |
| 115   | Ventus 2a/ax/cxa 15m                                                                |
| 114   | ASG 29 /E/Es/RES 15 m; ASW 27 /-J 15 m; DuckHawk; Mü 31; Ventus 2 b/bx/c/cM/cT 15 m |
| 113   | DG-800A/B/S/ DG-808C/S 15 m; LAK-17 A/ AT/ B/ B FES/ BT 15 m; LS10 /-st 15 m        |
| 112   | DG-800LA 15 m; LS6 WL/neo; SZD 56-1 Diana                                           |
| 111   | ASW 20 WL /-J WL; LS6 ; Ventus 1; Ventus a 15 m                                     |
| 110   | ASW 20/J; DG-600/M; Glasflügel 304/ HpH 304CZ; Ventus 1; Ventus b/bT/cM/cT 15 m     |
| 108   | ASW 20 Top 15m; LS3 WL; SB 11; fs 32                                                |
| 107   | DG-200; DG-400; LS3/a; Mini Nimbus; Mosquito                                        |
| 106   | D 40                                                                                |
| 105   | Speed Astir II; Applebay Zuni II ; CB-15 Crystal                                    |
| 104   | PIK-20 D/E                                                                          |
| 102   | PIK-20 B                                                                            |
| 100   | LS 2                                                                                |

### Standardklasse
| Index | Flugzeug                                                                                      |
| ----- | --------------------------------------------------------------------------------------------- |
| 109   | Discus 2a; LS8/T/e neo                                                                        |
| 108   | AS 34 Me 15m; ASW 28/E; Discus 2b/c/C FES/T 15m; Discus a WL; LAK-19 /T 15 m; LS7 neo; LS8 /T |
| 107   | AK-8; ASW 24/B/E WL; Discus a;Discus b/bM/bT WL; Genesis; LS7 WL                              |
| 106   | ASW 24/B/E; Discus a/b/bM/bT;LS4 neo; LS7; SZD 55-1                                           |
| 105   | DG 300 WL /G WL; DG 303; LS4 WL                                                               |
| 104   | AFH 24; DG 300; HpH 304C; LS4                                                                 |

### Clubklasse
| Index | Flugzeug |
| ----- | --- |
| 103   | Falcon; LS 3 Std.; miniLAK-FES |
| 102   | AK-5; Cirrus B 18,34 m; DG-300 ohne EZ; Pegase; Slingsby T.65 Vega |
| 101   | ASW 19 WL; H 301; Hornet WL; LS1-f neo; SZD-41 Jantar Std. WL; SZD-48 Jantar 2/3 WL; SZD 59 15m |
| 100   | ASW 19/B; Cirrus /VTC 17,74 m; D 37; DG-100; Elfe 17 m; G102 Std. Astir; Hornet; LS1 e/f; Phöbus B 3/C; SB 12; SB 7; SZD-41 Jantar Std./ T; SZD-48 Jantar 2/3; SZD 59 Acro 15m; Std. Cirrus 16 m; Std. Cirrus WL |
| 99    | Std. Cirrus; Std. Libelle WL |
| 98    | ASW 15 WL; ASW 19 Club; Apis 2/M/MCs 15 m; Bee; DG-100 Club; Delphin 1; LS1-0/c/d; Pajno V1/2; SZD-36 Cobra 15; Std. Cirrus Top; Std. Libelle                                                                    |
| 97    | ASW 15/B; D 38 |
| 96    | Club Libelle; Elfe S3/S4; G102 Astir CS/77; H-101 Salto 15,5 m; IS 29 D; LS1-0 ohne EZ; Mistral-C; Phöbus B; SHK; VSO-10                                                                                         |
| 95    | Mü 22b |
| 94    | Elfe ohne EZ; G102 Astir CS Top; Phöbus A; Silent 2; TST-10 Atlas/M; VSO-10 C |
| 93    | Apis WR; Carat; G102 Astir CS Jeans; SZD 59 Acro 13.2m |
| 92    | ASK 23/B; Kiwi; fs 24 Phönix; fs 25 |
| 91    | G102 Club Astir |
| 90    | Std. Austria SH1; SZD 51 Junior; Zugvogel IIIb |
| 88    | ASK 18; Geier; H 101 Salto; PIK-16 Vasama; Phoenix; Pilatus B4 mit EZ; SB 5e; SF 27 B; SZD-24 Foka 4; SZD-32 Foka 5; Std. Austria SH; Zugvogel III a                                                             |
| 86    | Greif II; M-25; Pilatus B4 ohne EZ; SB 5 a/b/c; SF 27 A/MA; SF 30; Sie 3; Solo L 33; Std. Austria; SZD 30 Pirat; VT16/116 Orlic/2; Zugvogel I/II/IV                                                              |
| 85    | K 6 E; Ka 10; PZL PW-5; Schweizer SGS 1-34; SparrowHawk |
| 84    | AC-4 Russia; Alpin / T; H 30; Silent AE-1/pure; Silent Club/pure; Slingsby T.50 Skylark 4 |
| 83    | SF 26 |
| 82    | ASK 14; Ka 6; LOM 57/I; SFS 31; SZD 22 Mucha Std.; Sagitta; Slingsby T.51 Dart |
| 80    | LCF II; SZD-12 Mucha; Weihe 50 |
| 78    | L-Spatz; Lunak LF 107 |
| 77    | Slingsby T.41 Skylark 2; Slingsby T.43 Skylark 3, Swift S-1 |
| 76    | Ahrens Delphin V1; Archaeopteryx; Banjo; K 8; Minimoa; Schweizer SGS 1-36 Sprite |
| 75    | Lom-61 Favorit |
| 74    | AV 36; RF 4; SF 36; Spatz 13 m |
| 68    | Piccolo |
| 67    | Hütter H28 |
| 65    | ES-56 Nymph; Song |
| 64    | Mü 17; Olympia Meise; Stratos 2e |
| 63    | Schweizer SGS 1-26 |
| 62    | Rhönsperber |
| 60    | Habicht; Rhönbussard; Slingsby T.34 Sky; Slingsby T.49 Capstan |
| 54    | Cumulus CU IIf; Grunau Baby; Ka 1; Ka 3; Slingsby T.30 Prefect |

### Doppelsitzer-Klasse
| Index | Flugzeug                                                                                              |
| ----- | --- |
| 120   | Arcus/E/M/T; ASG 32                                                                                   |
| 119   | HpH 304TS TwinShark                                                                                   |
| 113   | LS 11; Duo Discus WL/X/XL/ XL FES/XLT/XT                                                              |
| 112   | DG-1000 E/M/S/T neo 20 m; Duo Discus /T                                                               |
| 111   | DG-1000 M/S/T 20 m                                                                                    |
| 109   | fs 33                                                                                                 |
| 108   | Calif A 21/-SJ; Janus C/CM/CT mit EZ                                                                  |
| 107   | DG-1000 E/S/T neo 18m                                                                                 |
| 106   | B12; DG-1000 M/S/T 18 m; Janus C/CM/CT ohne EZ                                                        |
| 105   | DG-1000 neo ohne EZ                                                                                   |
| 104   | DG-1000 ohne EZ; DG-500/M 20 m; DG-505/M 20 m; DG-505 M Orion 20 m                                    |
| 102   | Janus 18,2 m; SZD-54-2 Perkoz 20 m WL                                                                 |
| 100   | C-201B Marianne; DG500/505 Trainer mit EZ; DG-505 Orion                                               |
| 99    | D-43 18 m; fs 31; Taurus; Twin III/20 m                                                               |
| 98    | AFH 22; DG-500/505 Trainer ohne EZ; SZD-54-2 Perkoz 17,5 m; Silence E 75                              |
| 97    | Twin III 18 m / SL 20m                                                                                |
| 95    | Twin III SL 18m                                                                                       |
| 94    | Twin Astir mit EZ                                                                                     |
| 92    | ASK 21/Mi; G 103 Twin II; Twin Astir Trainer ohne EZ                                                  |
| 87    | SF 34 mit EZ                                                                                          |
| 86    | PZL PW-6; SF 34 ohne EZ                                                                               |
| 84    | SZD 50 Puchacz; IS 28 B2                                                                              |
| 83    | Schweizer SGS 2-32                                                                                    |
| 80    | Bergfalke IV; Condor IV; Duo Banjo; Kranich III; L-23 Super Blanik 18,2 m                             |
| 79    | ASK 13                                                                                                |
| 78    | Ka 2 B; K 7; L-13 Blanik; L-23 Super Blanik; Lambada UFM-15; Sinus; RF-10; RF 5 B; SF 28A             |
| 76    | ASK 16; Bergfalke III; IS 28 M; Ka 2; Kranich II; Lambada UFM-13; SZD-45A; SZD-9 Bocian               |
| 75    | PZL KR-03A Puchatek                                                                                   |
| 74    | Bergfalke II; RF 5; SF 25 E                                                                           |
| 72    | G 109B; MDM-1 Fox                                                                                     |
| 71    | Slingsby T.53                                                                                         |
| 70    | Taifun 17E                                                                                            |
| 68    | Dimona/Super Dimona; G 109                                                                            |
| 67    | Samburo AVo68-R; SF-25C (2000); SF-25C-S Falke 76                                                     |
| 65    | SF-25B Falke                                                                                          |
| 54    | Doppelraab; Ka 4 Rhönlerche II; Schweizer SGS 2-33; Slingsby T.21; Slingsby T.31 Tandem Tutor; Specht |

## FAI-Handicaps 2021
Für Meisterschaften (Weltmeisterschaft, Europameisterschaft, Deutsche Meisterschaft) und Qualifikationen zu Deutschen Meisterschaften wird die Handicap-Regelung der FAI angewendet. Hier wird nur in der Clubklasse und der Doppelsitzerklasse eine indexkorrigierte Wertung erstellt. Alle anderen Klassen fliegen ohne Index.
Das IGC-Handicap ist abhängig von dem Verhältnis der Referenzmasse zur Abflugmasse.
Wenn die Abflugmasse größer als die Referenzmasse ist, wird das Handicap für jede angefangenen 10 kg, welche die Abflugmasse die Referenzmasse übersteigt, um 0,004 erhöht.
Das Handicap wird für jedes ganze Vielfache von 10 kg, bei dem die Startmasse weniger als die Referenzmasse ist, um 0,003 verringert, aber auf eine Reduzierung von 0,006 begrenzt.

### Clubklasse
| IGC-Handicap | Flugzeug                                       | Wölb- klappe (f) | IGC Referenz Masse (kg) |
| ------------ | ---------------------------------------------- | ---------------- | ----------------------- |
| 1.060        | ASW 20B, C (nur 15 m)                          | f                | 372                     |
| 1.055        | ASW 20F, L (nur 15 m)                          | f                | 372                     |
| 1.050        | ASW 24/B                                       |                  | 365                     |
| 1.045        | Discus a/b/CS                                  |                  | 367                     |
| 1.045        | LS3/a                                          | f                | 377                     |
| 1.040        | Mosquito/B                                     | f                | 368                     |
| 1.040        | DG 200 (15 m)                                  | f                | 380                     |
| 1.040        | Mini Nimbus                                    | f                | 368                     |
| 1.040        | Genesis 2                                      |                  | 366                     |
| 1.040        | Speed Astir II/IIb                             | f                | 400                     |
| 1.040        | Glasflügel 304/B; HPH 304CZ (15m)              | f                | 369                     |
| 1.035        | SZD 55-1                                       |                  | 350                     |
| 1.030        | LS 7                                           |                  | 353                     |
| 1.025        | PIK-20A                                        | f                | 380                     |
| 1.025        | LS4/a/b                                        |                  | 356                     |
| 1.025        | HPH 304C                                       |                  | 359                     |
| 1.020        | PIK-20B                                        | f                | 370                     |
| 1.020        | CB-15 Crystal                                  |                  | 350                     |
| 1.020        | SZD 59 Acro (15m, mit Winglets)                |                  | 375                     |
| 1.020        | H301 Libelle                                   | f                | 315                     |
| 1.015        | DG 300, DG303 (nur 15m) incl. Club, ELAN, ACRO |                  | 369                     |
| 1.015        | Pegase 101A/B/C/D/P/AP                         |                  | 361                     |
| 1.015        | PIK-20D                                        | f                | 355                     |
| 1.010        | Jantar Std. 2/2M/3                             |                  | 370                     |
| 1.010        | SZD-48-3M, 3M1 "Brawo"                         |                  | 365                     |
| 1.005        | Std. Cirrus B (16m) Winglets nicht erlaubt     |                  | 350                     |
| 1.005        | Hornet 206/C                                   |                  | 343                     |
| 1.005        | LS1 f/f(45)                                    |                  | 347                     |
| 1.000        | ASW 19/B                                       |                  | 362                     |
| 1.000        | DG-100/G/Elan/G Elan                           |                  | 385                     |
| 1.000        | Std. Jantar                                    |                  | 364                     |
| 1.000        | Std. Cirrus/B (15m), CS11-75L/G                |                  | 345                     |
| 0.990        | ASW 15/B                                       |                  | 352                     |
| 0.990        | LS1-0/a/b/c/d                                  |                  | 329                     |
| 0.990        | Std. Libelle/201B/202/203                      |                  | 328                     |

Beim Nachrüsten von Winglets zu einem ursprünglich gebauten und zertifizierten (und gemessene Leistung) Segelflugzeug ohne Winglets erhöht sich das Handicap um 0,004.

### Doppelsitzerklasse
| IGC-Handicap | Flugzeug                                           | Wölb- klappe (f) | IGC Referenz Masse (kg) |
| ------------ | -------------------------------------------------- | ---------------- | ----------------------- |
| 1,050        | Arcus T, M, E; ASG 32, Mi, EL; HPH304TS Twin Shark | f                | 800                     |
| 1,040        | Arcus (ohne Antrieb)                               | f                | 750                     |
| 1,010        | Duo Discus (mit MTOW 750 kg)                       |                  | 750                     |
| 1,010        | LAK 12R 20m; LS11                                  | f                | 750                     |
| 1,000        | DG-1000/1001 (alle Versionen)                      |                  | 750                     |
| 1,000        | Duo Discus (mit MTOW 700 kg)                       |                  | 700                     |

Winglets sind ohne Handicaperhöhung erlaubt.
Alle doppelsitzigen Flugzeuge der älteren Generation, die nicht in der Tabelle aufgeführt sind, erhalten IGC-Handicap 1,000.